# Miraflores, Tepeji del Río de Ocampo
Miraflores är en ort i Mexiko.   Den ligger i kommunen Tepeji del Río de Ocampo och delstaten Hidalgo, i den sydöstra delen av landet, 70 km nordväst om huvudstaden Mexico City. Miraflores ligger 2 330 meter över havet och antalet invånare är 215.
Terrängen runt Miraflores är huvudsakligen kuperad, men västerut är den platt. Runt Miraflores är det ganska tätbefolkat, med 155 invånare per kvadratkilometer. Närmaste större samhälle är Tepeji de Ocampo, 12,0 km sydost om Miraflores. I omgivningarna runt Miraflores växer huvudsakligen savannskog.